# Anton Matthäus II.

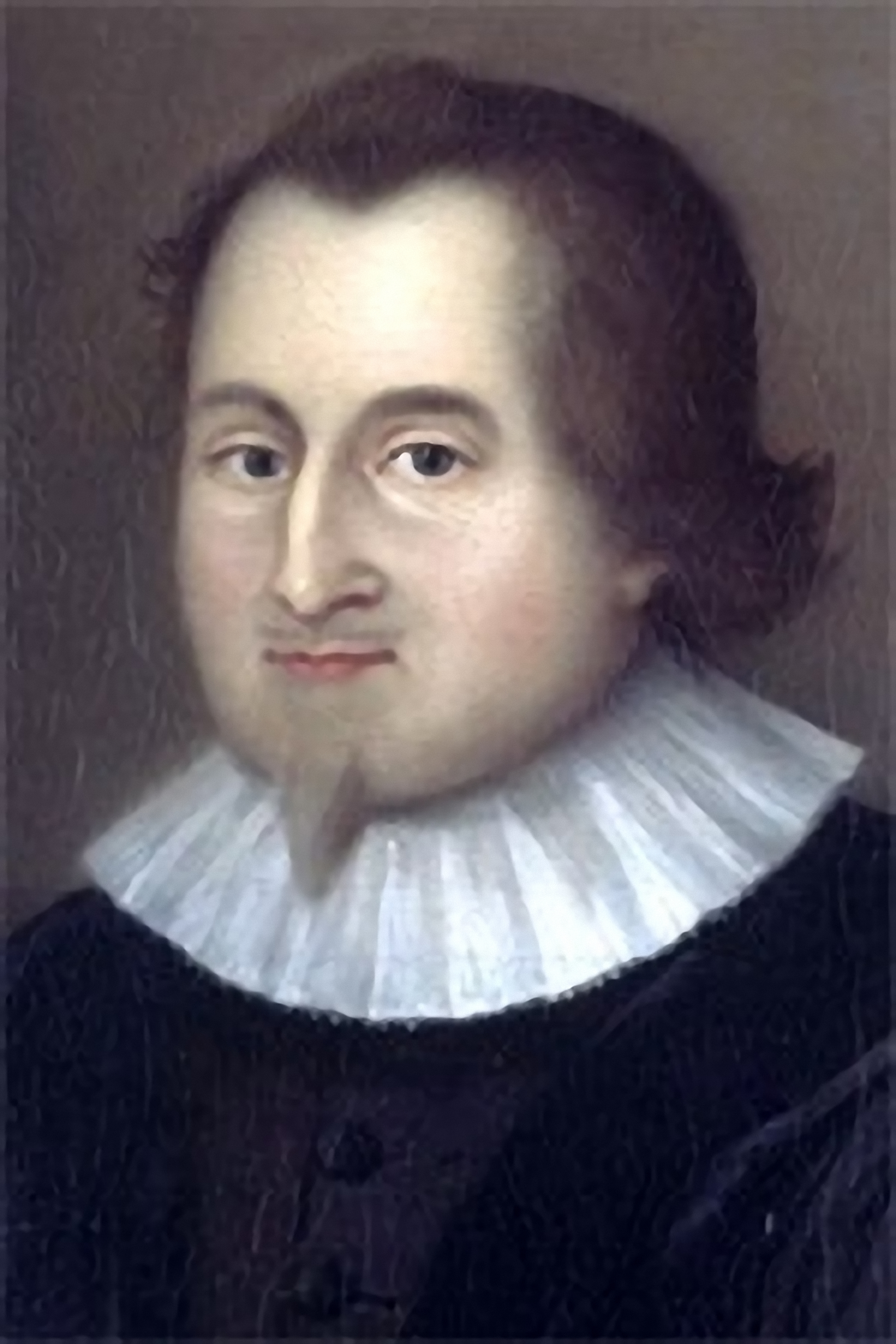
Anton Matthäus

Anton Matthäus (auch: Matthaeus; * 15. November 1601 in Herborn; † 25. Dezember 1654 in Utrecht) war ein deutscher Rechtswissenschaftler.

## Leben
Der Sohn des Rechtswissenschaftlers Anton Matthäus I. hatte in Marburg seine erste Ausbildung erfahren und ein Studium der Rechtswissenschaften bei seinem Vater an der Universität Marburg absolviert. 1626 wechselte er an die Universität Groningen, wo er seine Studien fortsetzte. Mit dem akademischen Grad eines Doktors der Rechte versehen, folgte er 1628 einem Ruf als Professor für Zivilrecht an das Gymnasium Harderwijk. Bald danach wechselte er als erster Rechtslehrer an das neu errichtete Gymnasium in Utrecht. Als das Gymnasium am 26. März 1636 zur Universität Utrecht erhoben wurde, war er einer ihrer ersten Lehrer an der juristischen Fakultät, ein Amt, das er bis zu seinem Lebensende versah. Hier beteiligte er sich auch an den organisatorischen Aufgaben der Hochschule und war in den Jahren 1642/43 sowie 1653/55 Rektor der Alma Mater.
Genealogisch ist anzumerken, dass er am 13. Februar 1633 Anna, die Tochter des Johann Isaak Pontanus (* 21. Januar 1571 in Helsingør; † 6. Oktober 1639 [oder 1640] in Harderwijk), geheiratet hatte. Aus dieser Ehe stammten neun Kinder, zwei Töchter und sieben Söhne. Der Sohn Anton erlangte als Professor der Rechte in Leiden und Utrecht ebenfalls Berühmtheit. Sein Neffe Johann Jacob Wissenbach war sein Schüler und wurde Rechtsprofessor in Franeker.

## Wirken

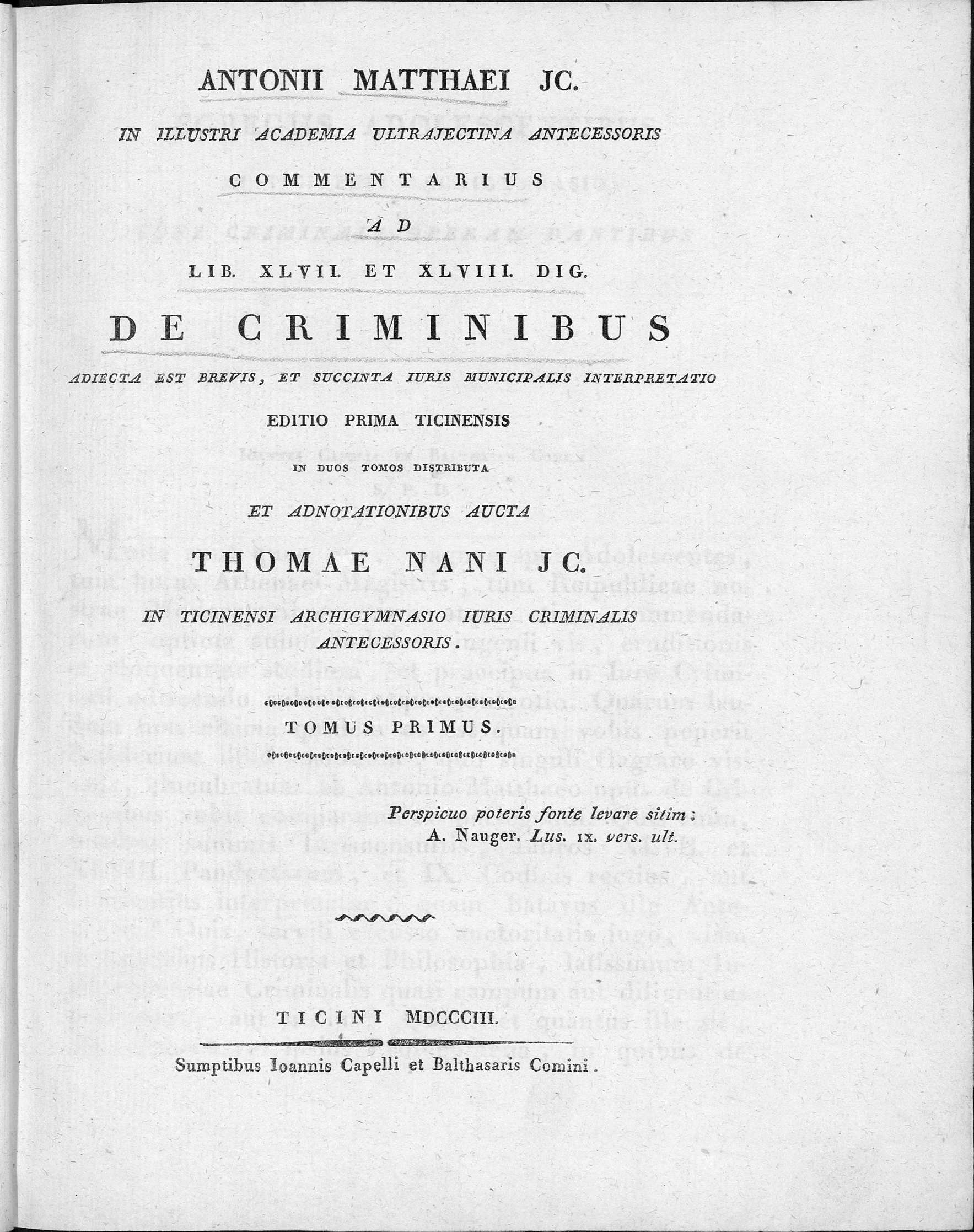
De criminibus, 1803

Anton Matthäus hatte mit seinem Commentarius De Criminibus Ad Lib. XLVII. Et XLVIII ein in folgenden Jahren hoch beachtetes Werk geschaffen, das in der Behandlung des Strafrechts bis in das 19. Jahrhundert hinein wirkte. Ganz in der Tradition der Italiener Hippolyt Marsilius (1450–1529), Aegidius Bossius (1487–1546), Giulio Claro (1525–1575) und des Andreas Tiraquellus (1480–1558), sowie Didacus Covarruvias (1512–1577), in Spanien und Frankreich stehend, war er ein Vertreter der neuen juristischen Methode der Synthese des mos gallicus und setzte sich für ein liberaleres Strafrecht ein. Dabei reflektierte er in seinem Werk ein Strafrechtssystem, das die Grundzüge des römischen Rechts mit der niederländischen Strafgesetzgegebung vereinbarte.
So bewirkte er in seinem Werk einen Fortschritt in der subjektiven Wertung der Delikte. Matthäus trat bei der Wertung des in der Wiederholung liegenden Schuldindexes dafür ein, dass der die Grundlage für die Bewertung in der Strafe bildende, psychische Zustand als solcher genauer erforscht werde und dass nicht bloß auf Grund schematisch behandelter Präsumtionen das Strafurteil gefällt werde. Auch in seinen allgemeinen, bereits von Aristotelischen Ideen durchzogenen Lehren kehrte er sich gegen eine Wertung der menschlichen Handlungen lediglich nach ihrem realen Erfolg, wenn er auch gewisse äußere Handlungen als Erkenntnismittel der verbrecherischen Gesinnung forderte. Beim Versuch jedoch unterliegt auch er dem alten Bewertungsmaßstab, der auf das Verursachte das Hauptgewicht legt. Mehr und mehr gelangte die strafrechtliche Urteilsfindung, insbesondere infolge der Aktenverschickung, an die deutschen Juristenfakultäten. Sie fingen bald an, zuerst in Tübingen, Jena, Rostock und Ingolstadt, dem Strafrecht besondere Vorlesungen zu widmen. Dabei erwies sich die Verbindung von Wissenschaft und Rechtspflege als segensreich nach beiden Richtungen.

## Werkauswahl
1. Commentarius De Criminibus Ad Lib. XLVII. Et XLVIII. Dig. Commentarius Antonii Matthaei, IC. In illustri Academia Ultraiectina Antecessoris. Adiecta est brevis & succincta Iuris Municipalis interpretatio, cum indice triplici; Titulorum, Rerum & Verborum, nec non Legum, qua strictius, qua fusius explicatarum. Utrecht 1644, Vesalia 1672, 1679, 1702, Col. Raurac. 1715, 1727, Düsseldorf 1732, 1745, Gen. 1760, Amsterdam 1761, 1803
De criminibus. Band 1. Giovanni Capelli & Baldassarre Comino, Pavia 1803 (Latein, beic.it).
De criminibus. Band 1. Giovanni Capelli & Baldassarre Comino, Pavia 1803 (Latein, beic.it).
2. Fundamentorum Iuris, Disputationes Viginti Publice ab autore habitae in Academia Marpurgensi. Respondentibus Iuris & humaniorum literarum studiosis, quorum nomina singulis disputationibus ascripta sunt. Herborn 1623
3. De judiciis disputationes XVII. Utrecht 1639, 1645, Amsterdam 1640
4. Orationes, quarum pleraeque continent argumentum juridicum. Utrecht 1655
5. Carmen inaugurale. Utrecht 1636
6. Tractatus de jure gladii. Leiden 1686